# Higuera de Zaragoza
Higuera de Zaragoza (pronuncia locale: [iˈɣeɾa ðe saɾaˈɣosa]) è una città nel comune di Ahome, nella parte nord-occidentale dello stato del Sinaloa, in Messico. Si trova ad un'altitudine di 9 metri sul livello del mare. È situata nel golfo di California tra Agiabampo e Topolobampo, vicino a Las Grullas. La comunità aveva una popolazione 9 555 abitanti al censimento del 2010 ed è la terza città più grande del comune, dopo Los Mochis e Ahome.